# 华宁路站
华宁路站位于中华人民共和国上海市闵行区东川路与华宁路交叉口，是上海地铁5号线的地铁车站。建设中的上海地铁23号线会在此新建车站。

## 车站构造

### 车站楼层
| 地上三层 | 侧式站台，右侧开门 | 侧式站台，右侧开门               | 侧式站台，右侧开门 | 侧式站台，右侧开门 |
|          |                    | █ 5号线 往闵行开发区（文井路）   |                    |                    |
|          |                    | █ 5号线 往莘庄（金平路）         |                    |                    |
|          | 侧式站台，右侧开门 |                                  |                    |                    |
| 地上二层 | 站厅               | 票务服务、自动售票机、人工服务台 |                    |                    |
| 地面层   | 出入口             | 1-2出入口                        |                    |                    |

- 5号线华宁路站站厅
- 5号线华宁路站站台

## 车站出口
华宁路站共有2个出入口，各出入口如下所示：
| 出口编号            | 出口指示       | 照片 |
| ------------------- | -------------- | ---- |
| 1 · 出口 · （设有） | 东川路，华宁路 |      |
| 2 · 出口            | 东川路，华宁路 |      |
| 图例： 设有         |                |      |

## 公交换乘
- 华宁路地铁站公交站：闵行19路、江川1路
- 东川路华宁路公交站：闵行40路、江川1路
- 华宁路东川路公交站：143路